# 安菲特里忒

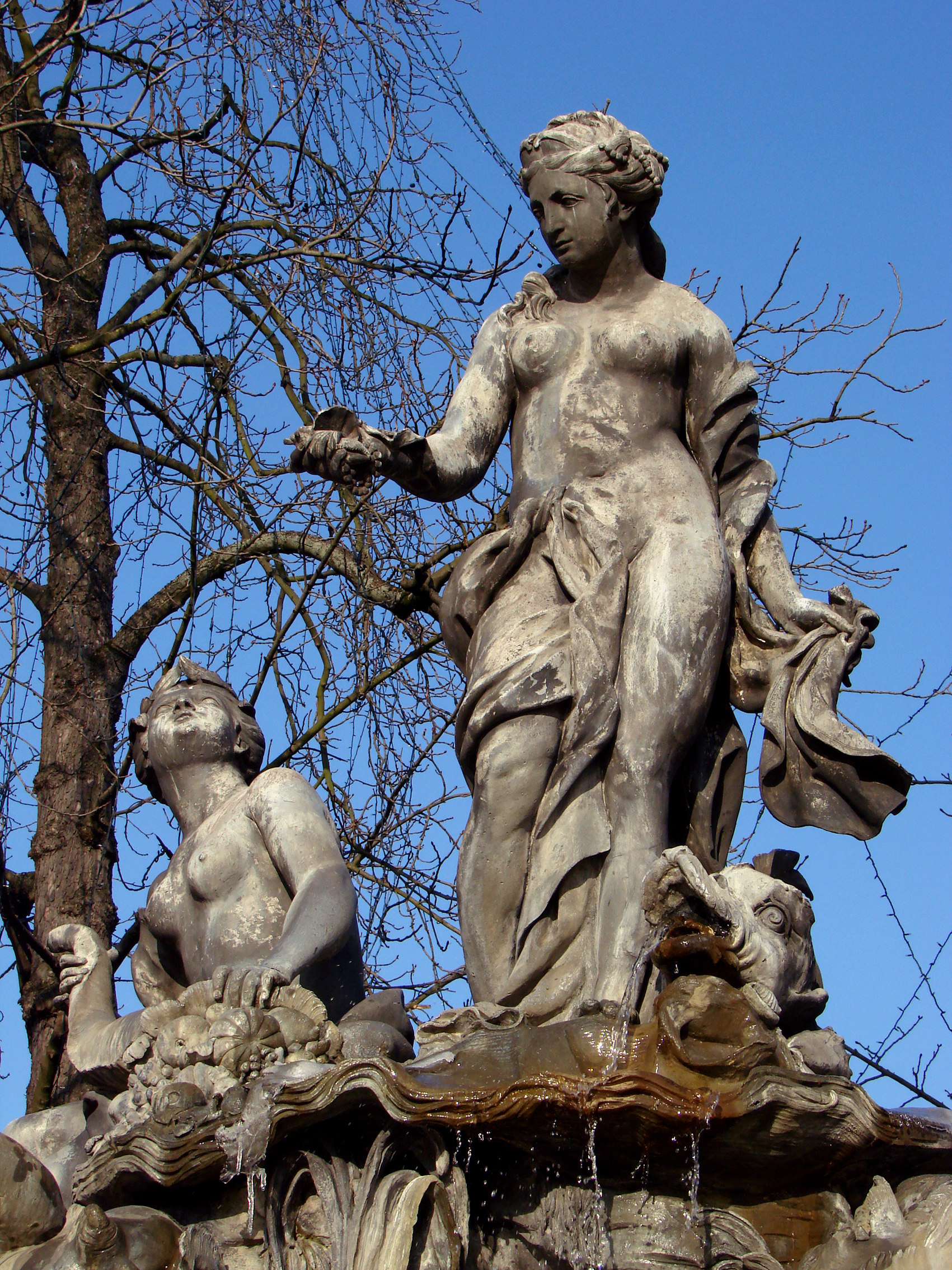
法國的安菲特里忒雕像

安菲特里忒（羅馬化：Amphitrite）是希腊神话中的海洋女神之一，海王波塞冬的妻子。在罗马神话中对应的是尼普顿的妻子萨拉喀亚，为海洋的女性化身。

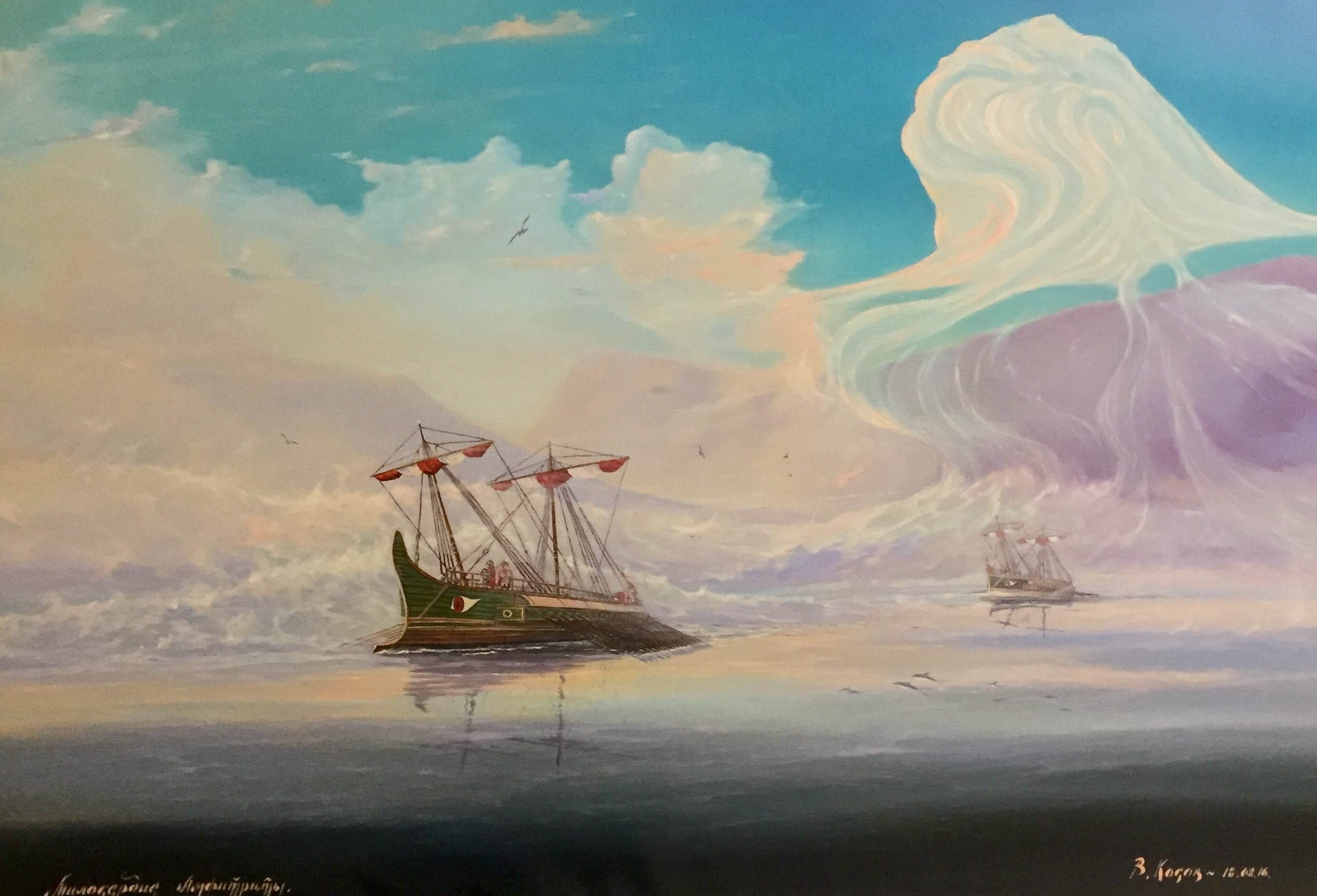
弗拉基米爾·科索夫畫作《安菲特里忒的仁慈》

小行星29号海后星的名字来自安菲特里忒。

## 神话
在赫西俄德的《神谱》裡，她是涅柔斯和多里斯的女儿；而根据偽阿波羅多洛斯，她是俄刻阿诺斯和忒堤斯的女儿。不过阿波罗多洛斯还是将她算在涅瑞伊得斯（海仙女）之内。
安菲特里忒拥有深蓝色的眼睛，能掀起巨大波涛，同时还饲养着不计其数的海中怪物。对于海洋以及海洋生物的权威是如此之大，以至于她从未作为波塞冬的妻子出现在崇拜仪式或是艺术作品中，除非他们被作为地位相当的大海统治者而并列出现。
安菲特里忒与其他海仙女的差别仅在于她王后般的气质，据说当波塞冬第一次在纳克索斯岛见到她和其他海仙女在一起跳舞的时候就被她的美貌和舞姿所打动，将她携回宫殿。另一种说法是她为了躲避波塞冬的追求而逃到了大海的尽头，而波塞冬的海豚在那里找到了她，它因此获得奖赏化作不朽的星座。
波塞冬和她有一个儿子“特里同”和一个女儿“洛得”（也有人宣称她是波塞冬和哈利亚的女儿，或者是阿索波斯的女儿）。阿波罗多洛斯还提到他们另一个女儿，名叫本忒西库墨（Benthesikyme）。

## 艺术形象
在艺术作品中，安菲特里忒要么表现为头戴王冠、手持权杖坐在波塞冬一侧，要么同他一起乘坐海马或其他神话生物拉的战车内，周围簇拥着特里同以及海仙女们。她身着女王的长袍，头上带有髮网。供奉她的神庙内有时会有龙虾的钳子作为附属物。在诗歌中人们用她的名字来称呼海洋。